# Dracy
Pour les articles homonymes, voir Dracy (homonymie).
Dracy, également nommée localement Dracy-sur-Ouanne, est une commune française située dans le département de l'Yonne en région Bourgogne-Franche-Comté.

## Géographie

### Localisation
Dracy est une commune de Puisaye dans l'Yonne, jouxtant par l'ouest Toucy et située à vol d'oiseau à 25 km à l'ouest d'Auxerre, à 84 km au nord de Nevers, 45 km à l'est de Gien et 101 km d'Orléans, à 142 km au sud-est de Paris et 84 km au sud-ouest de Troyes.
Le sentier de grande randonnée de pays GRP Tour de Puisaye entre sur la commune au sud-ouest, contourne le bois de Dracy par l'ouest, remonte vers Dracy, et suit toute la vallée de l'Ouanne.
La commune se trouve dans la zone d'emploi d'Auxerre et dans le bassin de vie de Toucy.

### Communes limitrophes
Les communes limitrophes sont  Fontaines, Mézilles, Tannerre-en-Puisaye, Toucy et Villiers-Saint-Benoît.

### Géologie et relief
La superficie de la commune est de 21,86 km2 ; son altitude varie de 168  à   264 mètres.

### Hydrographie

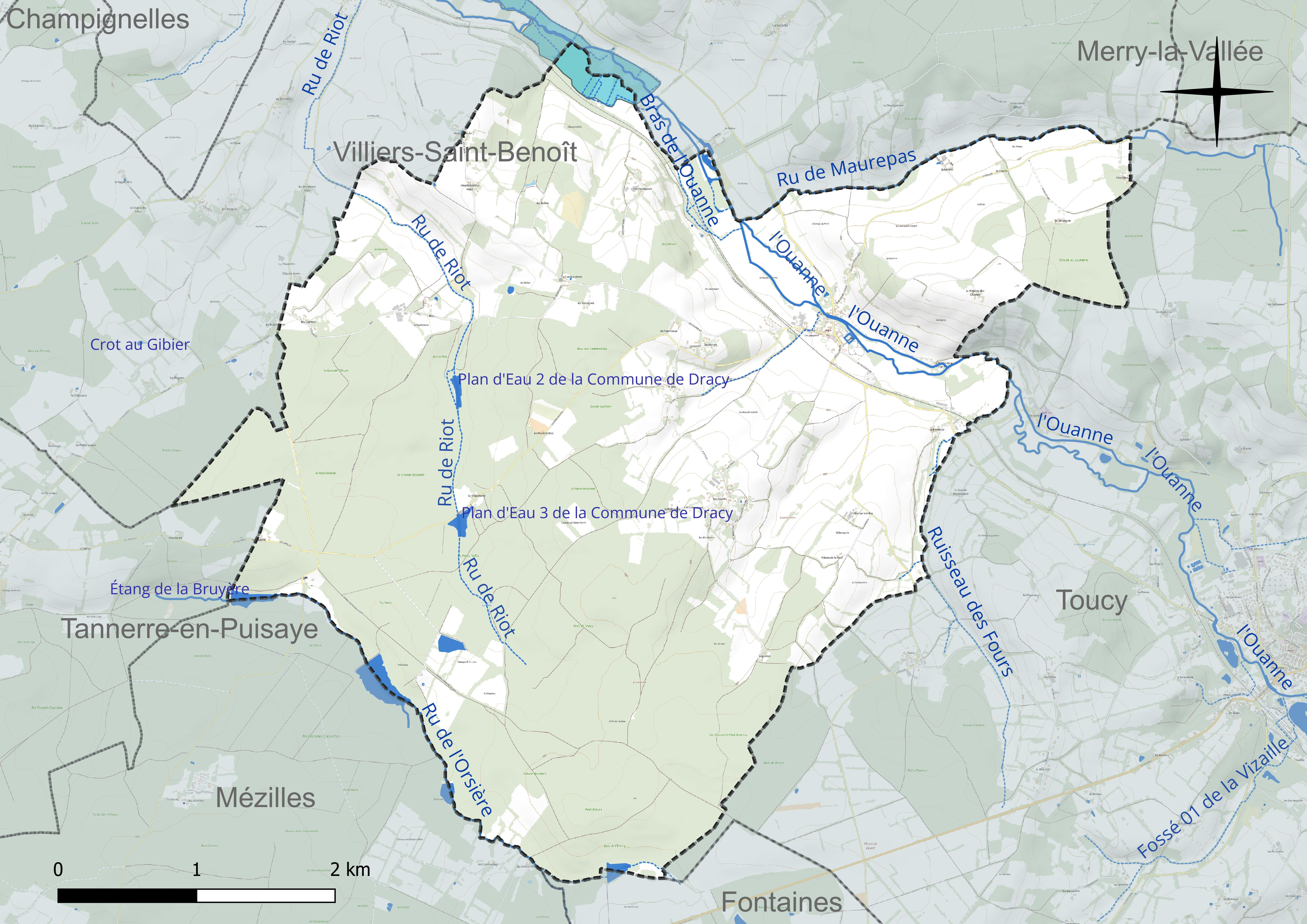
Carte hydrographique de la commune.

L'Ouanne entre sur la commune par le sud-est au moulin de la Forge Neuve, arrose Dracy, et passe sur Villiers-Saint-Benoît à la hauteur du château de Bréau (la plus grande pièce d'eau du château est sur Dracy, mais le château lui-même est sur Villiers).
Son affluent le ru de Maurepas, qui prend source à l'est de Toucy, entre sur la commune à 300 m au nord de Champroux et conflue avec l'Ouanne sur Dracy, en limite de communes avec Villiers-Saint-Benoît.
Le ru de l'Orsière, qui prend source sur la commune de Fontaines, entre sur Dracy par le bois de l'Etang au sud du bourg. Il sert de limite de communes avec Mézilles pendant 1,8 km jusqu'à l'étang du Pré Frêlon (7 ha, partagé dans sa longueur entre les deux communes), puis passe sur Mézilles à sa sortie de l'étang.
Le ru de Riot prend source sur la commune à moins de 1 km à l'est de l'étang du Pré Frêlon. Lui aussi se dirige vers le nord, trouvant sur son cours la fontaine des Épuisayes, l'étang près de la Briqueterie (1,6 ha), et l'étang du bois de Riot (1 ha). Il sort de la commune par sa vallée à l'ouest de Heurtebise.
Enfin, un étang de 1,8 ha se trouve entre l'étang du Pré Frêlon et la source du ru de Riot.

### Climat
Pour des articles plus généraux, voir Climat de la Bourgogne-Franche-Comté et Climat de l'Yonne.
En 2010, le climat de la commune est de type climat océanique dégradé des plaines du Centre et du Nord, selon une étude du Centre national de la recherche scientifique s'appuyant sur une série de données couvrant la période 1971-2000. En 2020, Météo-France publie une typologie des climats de la France métropolitaine dans laquelle la commune est exposée à un climat océanique altéré et est dans la région climatique Centre et contreforts nord du Massif Central, caractérisée par un air sec en été et un bon ensoleillement.
Pour la période 1971-2000, la température annuelle moyenne est de 10,6 °C, avec une amplitude thermique annuelle de 15,7 °C. Le cumul annuel moyen de précipitations est de 811 mm, avec 12,1 jours de précipitations en janvier et 7,7 jours en juillet. Pour la période 1991-2020, la température moyenne annuelle observée sur la station météorologique de Météo-France la plus proche, « Aillant », sur la commune de Montholon à 15 km à vol d'oiseau, est de 11,5 °C et le cumul annuel moyen de précipitations est de 727,4 mm. 
La température maximale relevée sur cette station est de 42,7 °C, atteinte le 24 juillet 2019 ; la température minimale est de −23,5 °C, atteinte le 25 février 1986,,.
Les paramètres climatiques de la commune ont été estimés pour le milieu du siècle (2041-2070) selon différents scénarios d'émission de gaz à effet de serre à partir des nouvelles projections climatiques de référence DRIAS-2020. Ils sont consultables sur un site dédié publié par Météo-France en novembre 2022.

### Milieux naturels et biodiversité
La commune inclut deux ZNIEFF :
- la ZNIEFF des étangs, prairies et forêts du Gâtinais sud oriental, qui totalise 15 600 ha répartis en de nombreux sites sur 27 communes[9], vise particulièrement les habitats d'eaux douces stagnantes (milieu déterminant) ; les autres habitats inclus dans la ZNIEFF sont des eaux courantes, des prairies humides et mégaphorbiaies, et des bois. Le site local de cette ZNIEFF comprend toute la vallée de l'Ouanne et celle du ru de Maurepas ;
- la ZNIEFF de la prairie de fauche en vallée de Maurepas et bois voisin de la Faïencerie forme un vaste rectangle de 183 ha de prairies améliorées et de cultures (habitat déterminant), partagé entre les communes de Dracy (environ 14 ha), Merry-la-Vallée (environ 60 ha), Toucy (environ 63 ha) et Villiers-Saint-Benoit (environ 46 ha). Les autres habitats rencontrés sont des eaux courantes, des prairies humides et mégaphorbiaies, du bocage et des bois[10]. Le ru de Maurepas traverse cette zone d'est en ouest, et y est rejoint au bois de la Faïencerie (dans la pointe nord de la commune de Toucy) par un petit ru affluent venant de 900 m au sud. Sur la commune de Dracy, la zone inclut Champroux. Sur Villiers, elle couvre le sud-est du bois du Bréau ; sur Merry, le hameau de Maumont et la partie sud du bois du même nom[11].

Par ailleurs, le ruisseau des Fours fait l'objet d'un arrêté de protection de biotope, d’habitat naturel ou de site d’intérêt géologique.

## Urbanisme

### Typologie
Au 1er janvier 2024, Dracy est catégorisée commune rurale à habitat très dispersé, selon la nouvelle grille communale de densité à sept niveaux définie par l'Insee en 2022.
Elle est située hors unité urbaine et hors attraction des villes,.

### Occupation des sols

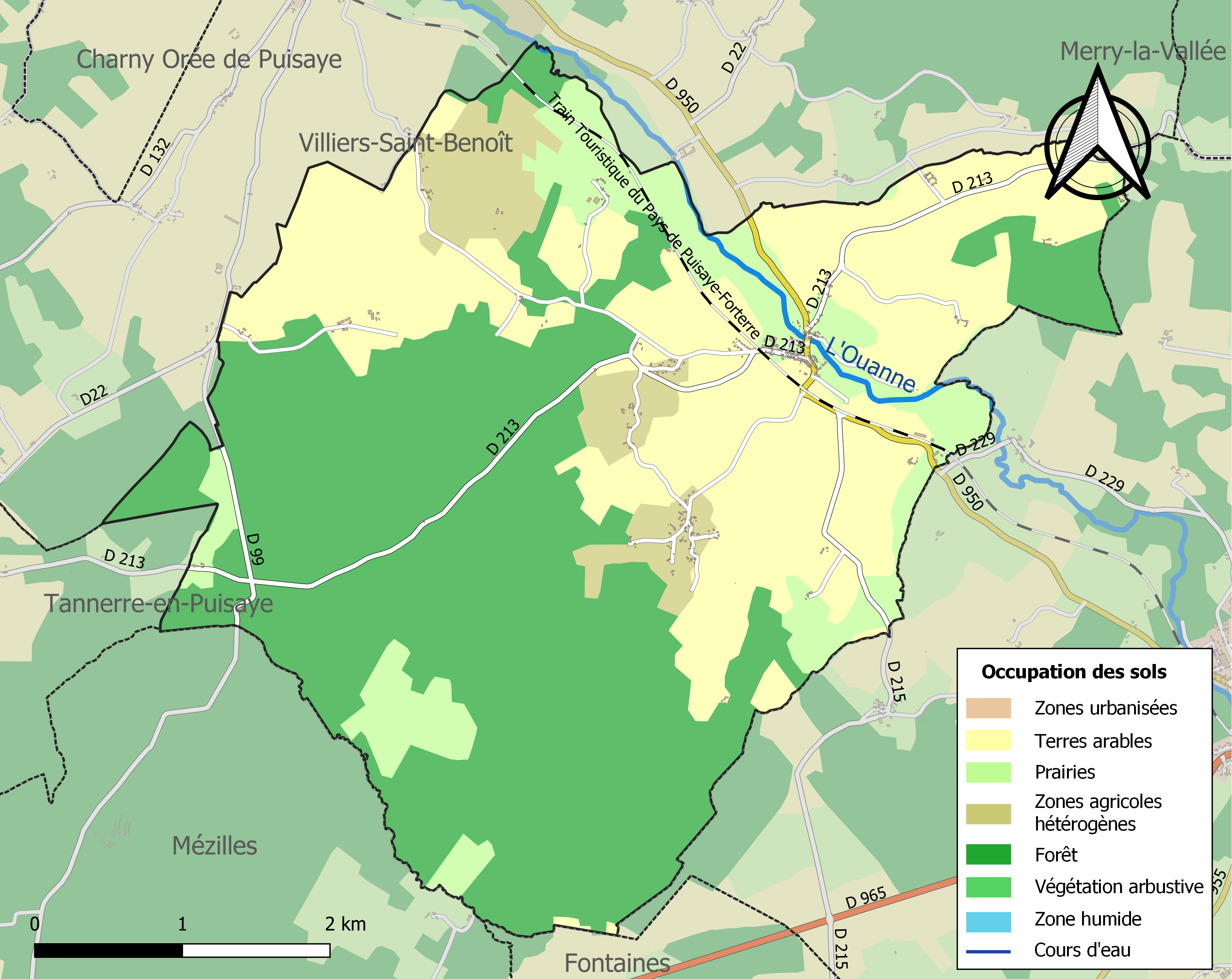
Carte des infrastructures et de l'occupation des sols de la commune en 2018 (CLC).

L'occupation des sols de la commune, telle qu'elle ressort de la base de données européenne d’occupation biophysique des sols Corine Land Cover (CLC), est marquée par l'importance des territoires agricoles (51,1 % en 2018), une proportion sensiblement équivalente à celle de 1990 (50,9 %). La répartition détaillée en 2018 est la suivante : 
forêts (48,9 %), terres arables (33,1 %), prairies (11,7 %), zones agricoles hétérogènes (6,3 %).
L'évolution de l’occupation des sols de la commune et de ses infrastructures peut être observée sur les différentes représentations cartographiques du territoire : la carte de Cassini (XVIIIe siècle), la carte d'état-major (1820-1866) et les cartes ou photos aériennes de l'IGN pour la période actuelle (1950 à aujourd'hui).

### Lieux-dits et écarts
Les lieux-dits suivis d'une astérisque sont situés à l'écart de la route indiquée.
A
- Argenton*,                    Rte des Fouets  (vers le sud)

B
- les Barres*,                  Rte de Heurtebise (vers le N-O)
- le Battoir,                   Rte de Toucy (D 950)
- la Briqueterie,               Rte de Tannerre (D 213)
- la Bruyère, ancien château,   Rte de Tannerre (D 213)

C
- la Cambauderie,               Rte de Heurtebise (vers le N-O)
- les Champions*,               Rte de Heurtebise (vers le N-O)
- Champroux*,                   Rte de Merry-la-Vallée (D 213)
- la Chapelle*,                 Rte de Tannerre (D 213)
- les Comtes*,                  Rte de Heurtebise (vers le N-O)
- la Coudre,                    Rte de Merry-la-Vallée (D 213)

F
- les Fontenottes,              Rte de Tannerre (D 213)
- les Fourneaux,                Rte de Tannerre (D 213)

G
- les Genièvres,                Rte des Fouets (vers le sud)
- la Genête*,                   Rte de Merry-la-Vallée (D 213)

H
- Heurtebise du Bas,            Rte de Heurtebise (vers le N-O)
- Heurtebise du Haut,           Rte de Heurtebise

J
- la Jacotterie*,               Rte de Merry-la-Vallée (D 213)

M
- la Métairie des Champs*,      Rte de Charny (D 950)
- les Moines,                   Rte de Tannerre (D 213)
- le Moulin de la Forge Neuve*, Rte de Charny (D 950)

P
- la Pailloterie,               Rte des Fouets (vers le sud)
- la Perreuse,                  Rte de Toucy (D 950)

R
- Riot*,                        Rte de Heurtebise (vers le N-O)

V
- le Vau*,                      Rte de Tannerre (D 213)
- Villemorin le Bas,            Rte de Fontaines (D 215)
- Villemorin le Haut*,          Rte de Fontaines (D 215)

### Habitat et logement
En 2021, le nombre total de logements dans la commune était de 191, alors qu'il était de 189 en 2016 et de 187 en 2011.
Parmi ces logements, 66,4 % étaient des résidences principales, 22,2 % des résidences secondaires et 11,4 % des logements vacants. Ces logements étaient pour 98,4 % d'entre eux des maisons individuelles et pour 1 % des appartements.
Le tableau ci-dessous présente la typologie des logements à Dracy en 2021 en comparaison avec celle de l'Yonne et de la France entière. Une caractéristique marquante du parc de logements est ainsi une proportion de résidences secondaires et logements occasionnels (22,2 %) supérieure à celle du département (10,6 %) et à celle de la France entière (9,7 %).
| Typologie                                               | Dracy | Yonne | France entière |
| ------------------------------------------------------- | ----- | ----- | -------------- |
| Résidences principales (en %)                           | 66,4  | 77,5  | 82,2           |
| Résidences secondaires et logements occasionnels (en %) | 22,2  | 10,6  | 9,7            |
| Logements vacants (en %)                                | 11,4  | 11,8  | 8,1            |

### Voies de communication et transports

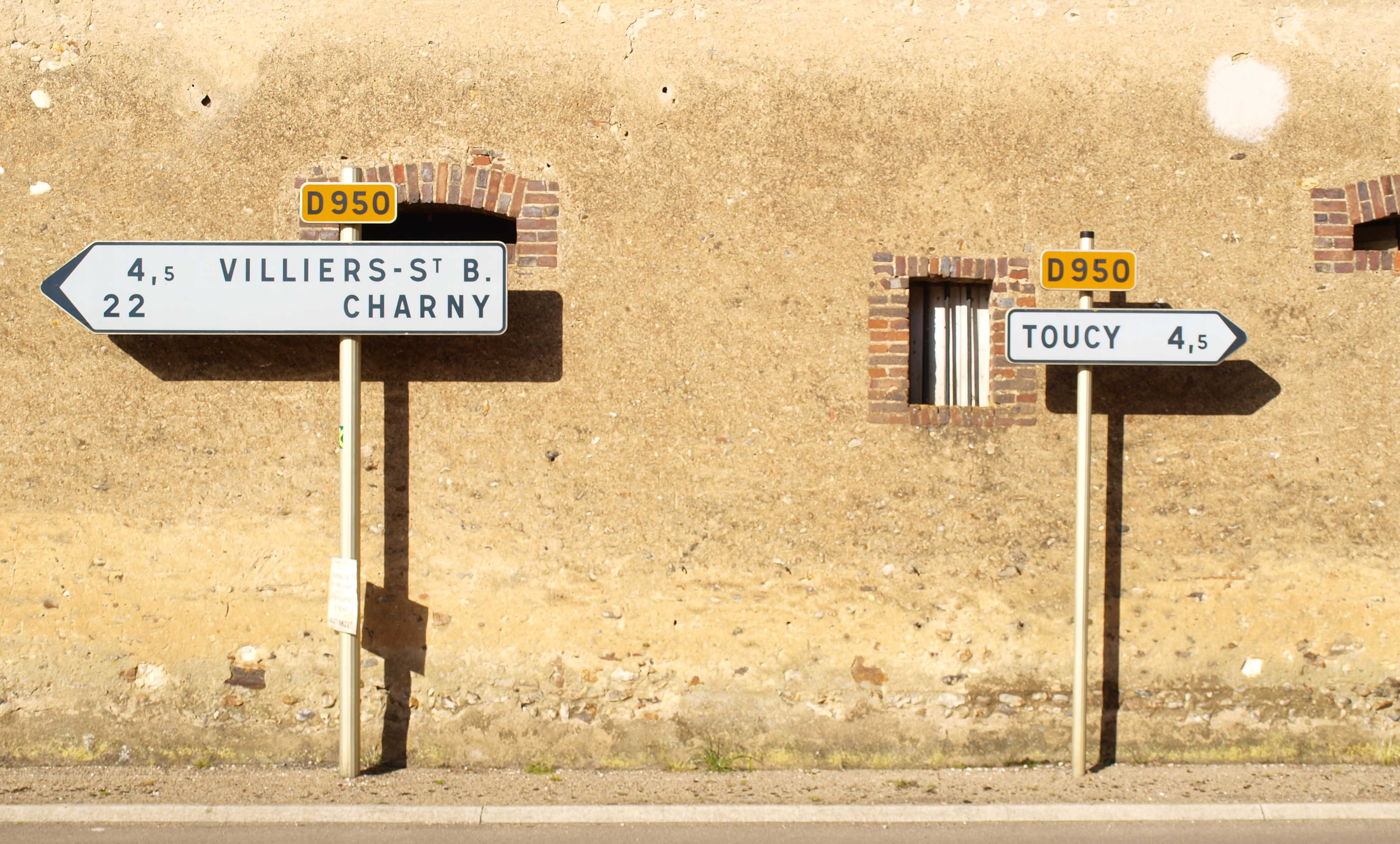

Dracy est desservi par l'ancienne route nationale 450 (actuelle RD 950) qui la relie à Toucy et à Charny.
L'ancienne ligne de Triguères à Surgy est utilisée en partie par le Train touristique de Puisaye-Forterre.

## Toponymie
Nommée Dracei dans un manuscrit du IXe siècle intitulé liber sacramentorum, dans une liste des paroisses du diocèse de Sens[réf. nécessaire].

## Histoire

### Antiquité
Dracy avait dès l'Antiquité une activité métallurgique très importante. Les noms des lieux-dits en attestent, en particulier dans le bois de Dracy au sud de la commune avec le Grand Trou (qui est ce qu'il dit qu'il est, le grand trou d'une très ancienne mine), le Ferrier Guillou, Argenton, et plus au nord Les Fourneaux. Cette activité a laissé des traces dans le paysage. Les ferriers de Dracy, avec ceux de Toucy, Tannerre et Villiers-Saint-Benoît, sont les plus grands de la Puisaye,,.
Un habitat gallo-romain assez important a été reconnu à l'emplacement du château actuel, jusqu'à l'église et au-delà jusqu'à la ligne de chemin de fer et du cimetière actuel. Aucune fouille ni étude n'y ont été effectuées.
Une voie antique secondaire longe la rivière sur sa rive droite, de Ouanne (Odouna) vers Sens (Agedincum), une autre voie secondaire venant de Mézilles et Fontaines s'y raccorde.

### Époque contemporaine
La gare de Dracy-sur-Ouane est desservie de 1884 à 1938 par la ligne de Triguères à Surgy, facilitant les déplacements des habitants et le transport de marchanduses. La section de la ligne entre  Fontenoy et Villiers-Saint-Benoît est désormais utilisée par le train touristique de Puisaye-Forterre.

Dracy au tout début du XXe siècle
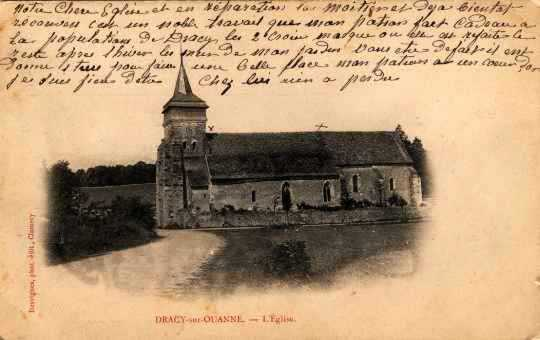

## Politique et administration

### Rattachements administratifs et électoraux

#### Rattachements administratifs
La commune se trouve dans l'arrondissement d'Auxerre du département de l'Yonne.
Elle faisait partie depuis 1819 du canton de Toucy. Dans le cadre du redécoupage cantonal de 2014 en France, cette circonscription administrative territoriale a disparu, et le canton n'est plus qu'une circonscription électorale.

#### Rattachements électoraux
Pour les élections départementales, la commune fait partie depuis 2014 du canton de Cœur de Puisaye.
Pour l'élection des députés, elle fait partie de la première circonscription de l'Yonne.

### Intercommunalité
Dracy était membre de la communauté de communes du Toucycois, un établissement public de coopération intercommunale (EPCI) à fiscalité propre créé fin 2000 et auquel la commune avait transféré un certain nombre de ses compétences, dans les conditions déterminées par le code général des collectivités territoriales.
Conformément aux prescriptions de la loi de réforme des collectivités territoriales du 16 décembre 2010, qui a prévu le renforcement et la simplification des intercommunalités et la constitution de structures intercommunales de grande taille, celle-ci a fusionné avec ses voisines pour former, le 1er janvier 2013, la communauté de communes Cœur de Puisaye.
Dans le cadre des dispositions de la loi portant nouvelle organisation territoriale de la République du 7 août 2015, qui prévoit que les établissements publics de coopération intercommunale (EPCI) à fiscalité propre doivent avoir un minimum de 15 000 habitants, une nouvelle fusion intervient entre  des communautés de communes Cœur de Puisaye, Portes de Puisaye Forterre et de Forterre - Val d'Yonne (à l'exception de la commune de Merry-sur-Yonne), étendue aux communes de Charentenay, Coulangeron, Migé et Val-de-Mercy (issues de la communauté de communes du Pays coulangeois) et à la commune nouvelle de Charny-Orée-de-Puisaye.
Cette fusion est intervenue le 1er janvier 2017, formant la communauté de communes de Puisaye-Forterre dont est désormais membre la commune.

### Liste des maires
| Période                                  | Période                        | Identité           | Étiquette | Qualité                                                                                     |
| ---------------------------------------- | ------------------------------ | ------------------ | --------- | ------------------------------------------------------------------------------------------- |
| Les données manquantes sont à compléter. |                                |                    |           |                                                                                             |
|                                          |                                |                    |           |                                                                                             |
| 1900                                     | 1929                           | Désiré Fabureau    |           |                                                                                             |
| 1929                                     | 1944                           | Henri Juventy      |           | Résistant                                                                                   |
| 1944                                     | 1947                           | Henri Corrier      |           |                                                                                             |
| 1947                                     | 1959                           | Raymond Dufour     |           |                                                                                             |
| 1959                                     | 1974                           | André Trichet      |           |                                                                                             |
| 1974                                     | 2001                           | Moïse Juventy      |           |                                                                                             |
| 2001                                     | 2008                           | Pierre de Monmahou | DVD       | Colonel en retraite Officier de la Légion d'honneur Officier de l'Ordre national du Mérite. |
| 2008                                     | 2022                           | Didier Maury,      |           | Démissionnaire                                                                              |
| février 2023                             | En cours (au 30 novembre 2023) | Michel Prot        |           | Agriculteur                                                                                 |

## Équipements et services publics

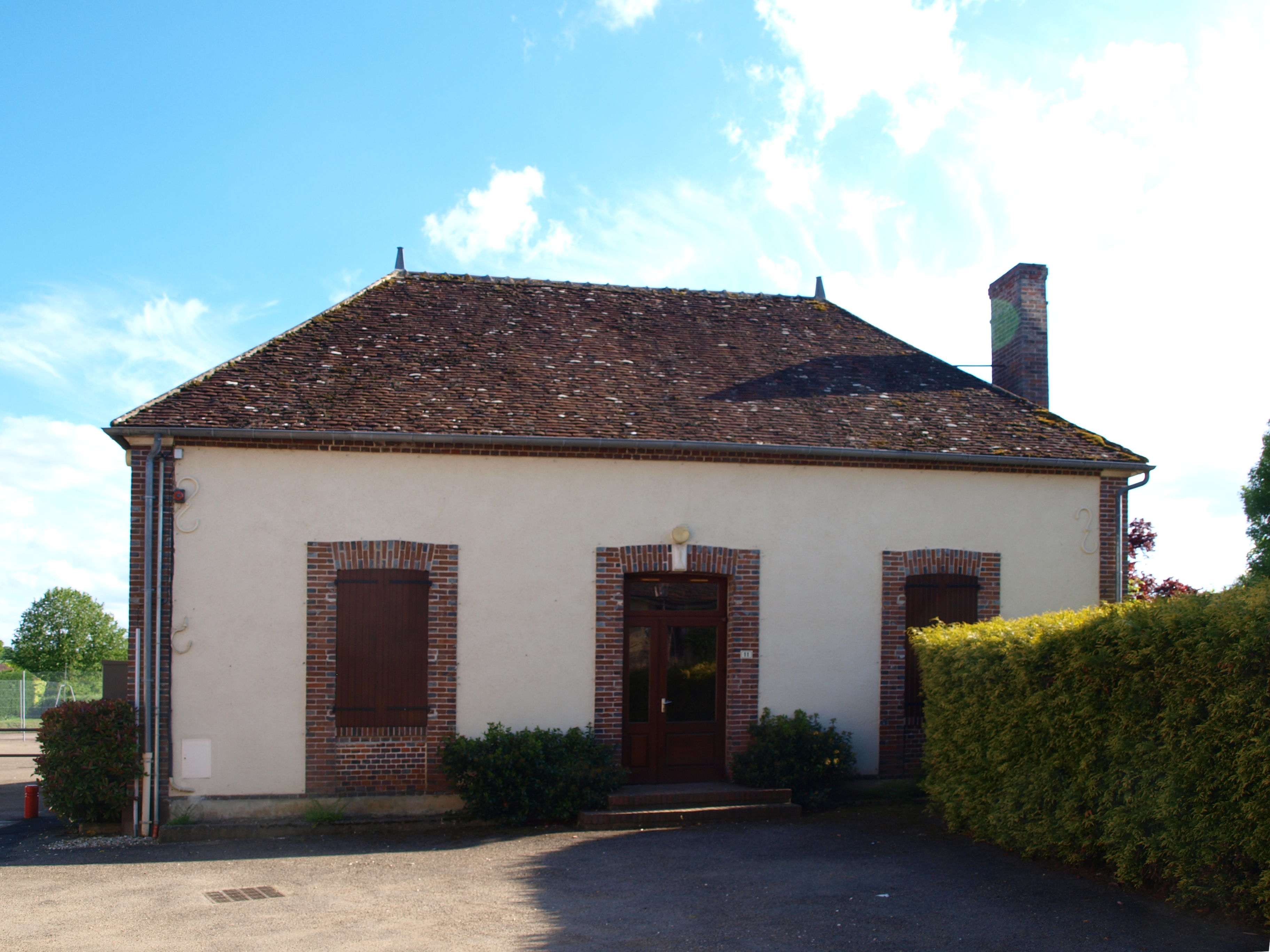
La salle polyvalente.

- Marché hebdomadaire le jeudi matin, depuis 2024[29]
- Salle polyvalente

### Enseignement
Les enfants de la commune sont scolarisés avec ceux de Villiers-Saint-Benoît dans le cadre d'un regroupement pédagogique intercommunal. L'école de Dracy accueille les élèves d'âge primaire,.

### Justice, sécurité, secours et défense
La commune et ses alentours est défendue par un centre de première intervention des sapeurs-pompiers.

## Population et société

### Démographie
L'évolution du nombre d'habitants est connue à travers les recensements de la population effectués dans la commune depuis 1793. Pour les communes de moins de 10 000 habitants, une enquête de recensement portant sur toute la population est réalisée tous les cinq ans, les populations de référence des années intermédiaires étant quant à elles estimées par interpolation ou extrapolation. Pour la commune, le premier recensement exhaustif entrant dans le cadre du nouveau dispositif a été réalisé en 2005.

En 2022, la commune comptait 237 habitants, en évolution de +8,72 % par rapport à 2016 (Yonne : −1,95 %, France hors Mayotte : +2,11 %).
| 1793 | 1800 | 1806 | 1821 | 1831 | 1836 | 1841 | 1846 | 1851 |
| ---- | ---- | ---- | ---- | ---- | ---- | ---- | ---- | ---- |
| 591  | 619  | 503  | 638  | 556  | 716  | 700  | 750  | 717  |

| 1856 | 1861 | 1866 | 1872 | 1876 | 1881 | 1886 | 1891 | 1896 |
| ---- | ---- | ---- | ---- | ---- | ---- | ---- | ---- | ---- |
| 642  | 650  | 600  | 633  | 627  | 688  | 660  | 607  | 579  |

| 1901 | 1906 | 1911 | 1921 | 1926 | 1931 | 1936 | 1946 | 1954 |
| ---- | ---- | ---- | ---- | ---- | ---- | ---- | ---- | ---- |
| 583  | 546  | 501  | 478  | 485  | 420  | 396  | 429  | 365  |

| 1962 | 1968 | 1975 | 1982 | 1990 | 1999 | 2005 | 2006 | 2010 |
| ---- | ---- | ---- | ---- | ---- | ---- | ---- | ---- | ---- |
| 290  | 260  | 213  | 218  | 217  | 230  | 205  | 202  | 238  |

| 2015 | 2020 | 2022 | - | - | - | - | - | - |
| ---- | ---- | ---- | - | - | - | - | - | - |
| 220  | 242  | 237  | - | - | - | - | - | - |

### Manifestations culturelles et festivités
- Fête de la pomme, créée en 1999 autour du verger pédagogique créé la même année avec l'appui de la municipalité dirigée alors par Moïse Juventy [22] et organisée par l'association des amis des écoles de Dracy et Villiers-Saint-Benoît,[36].

## Économie

### Tourisme
Le Train Touristique de Puisaye-Forterre passe sur la commune.

## Culture locale et patrimoine

### Lieux et monuments
- Le Château de Dracy  Inscrit MH (1979, 1997, partiel)[37],[38], entouré de douves et reconstruit entre 1733 et 1735 pour Nicolas Petit, en style classique (brique et crépi). Il comprend une tour circulaire, vestige de l'ancien château.
Propriété privée[39]

On peut également signaler :
- La Mairie de Dracy
- L'église Saint-Étienne de Dracy
- Le Pigeonnier
- L'ancienne gare et son passage à niveau
- Le jardin privé de Masbrouck, au hameau de Heurtebise : 1 ha de prairie transformée au fil des ans en un superbe jardin. Il a été retenu dans les ouvrages : 400 jardins de charme, La Bourgogne par la porte des jardins, La France des jardins et le Guide des Jardins en France), et primé à deux reprises par la Direction Régionale des Affaires Culturelles (Prix Régional du Patrimoine, catégorie Parcs et jardins)[40].

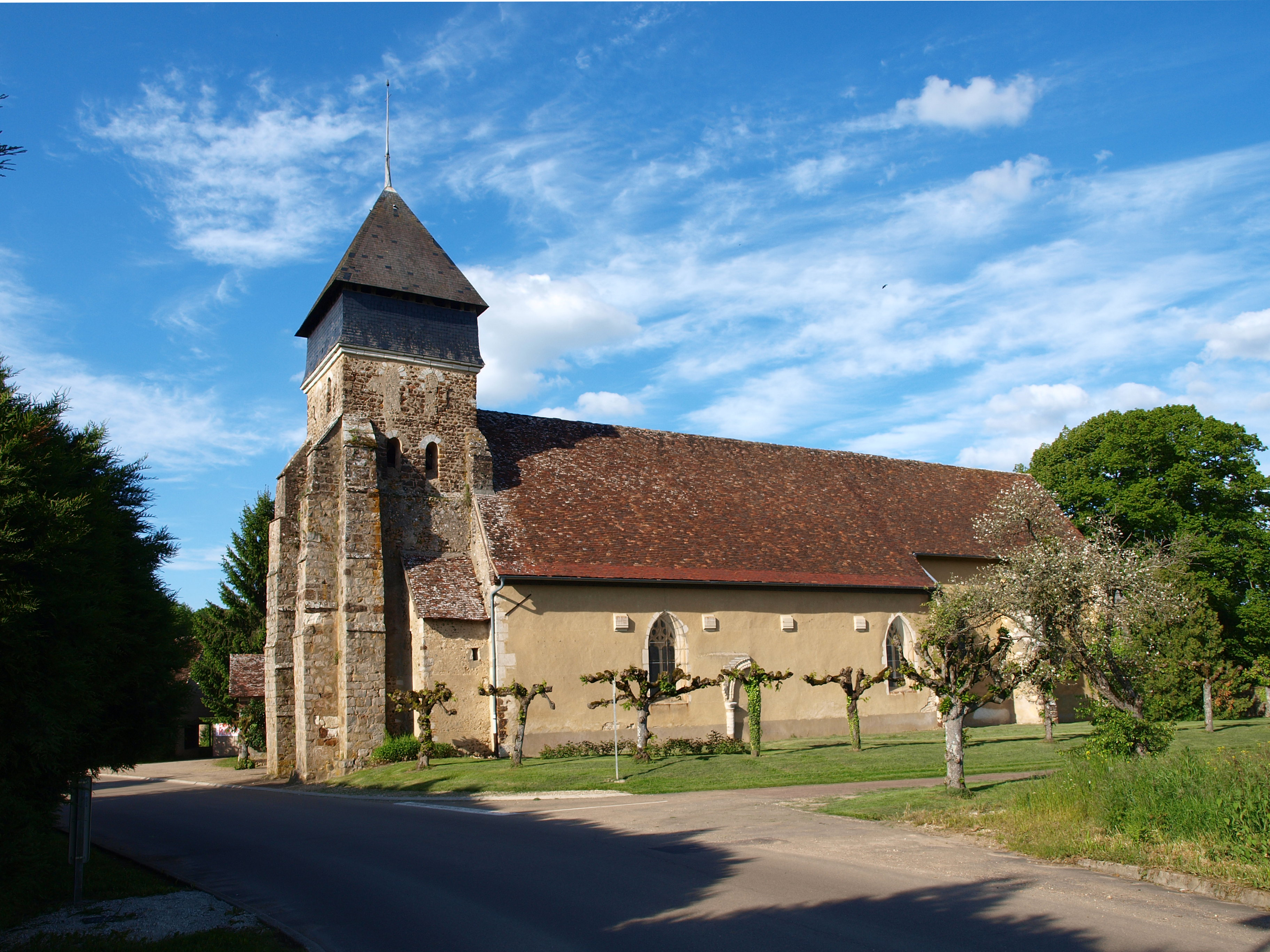
L'église...
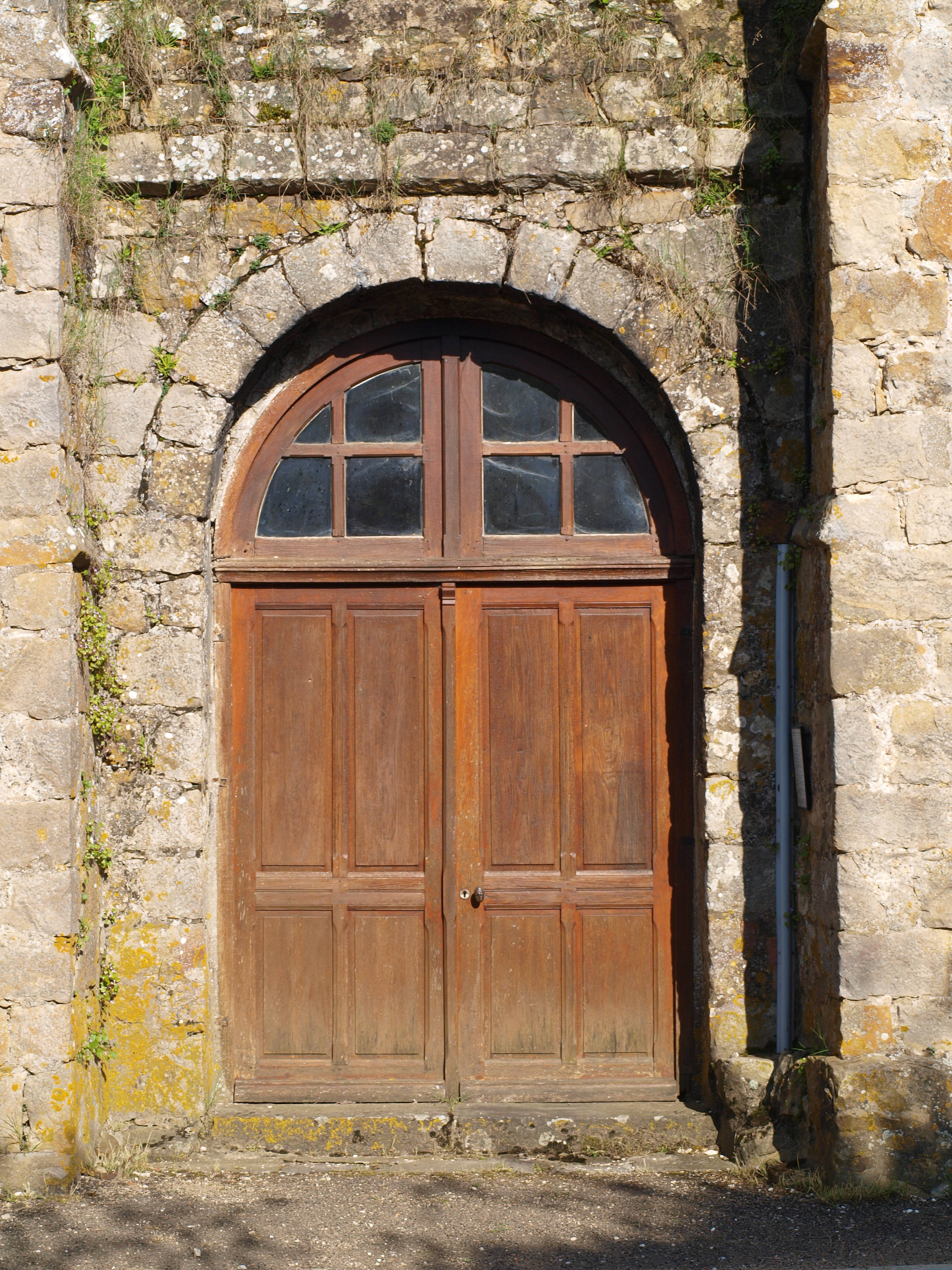
... et son portail.
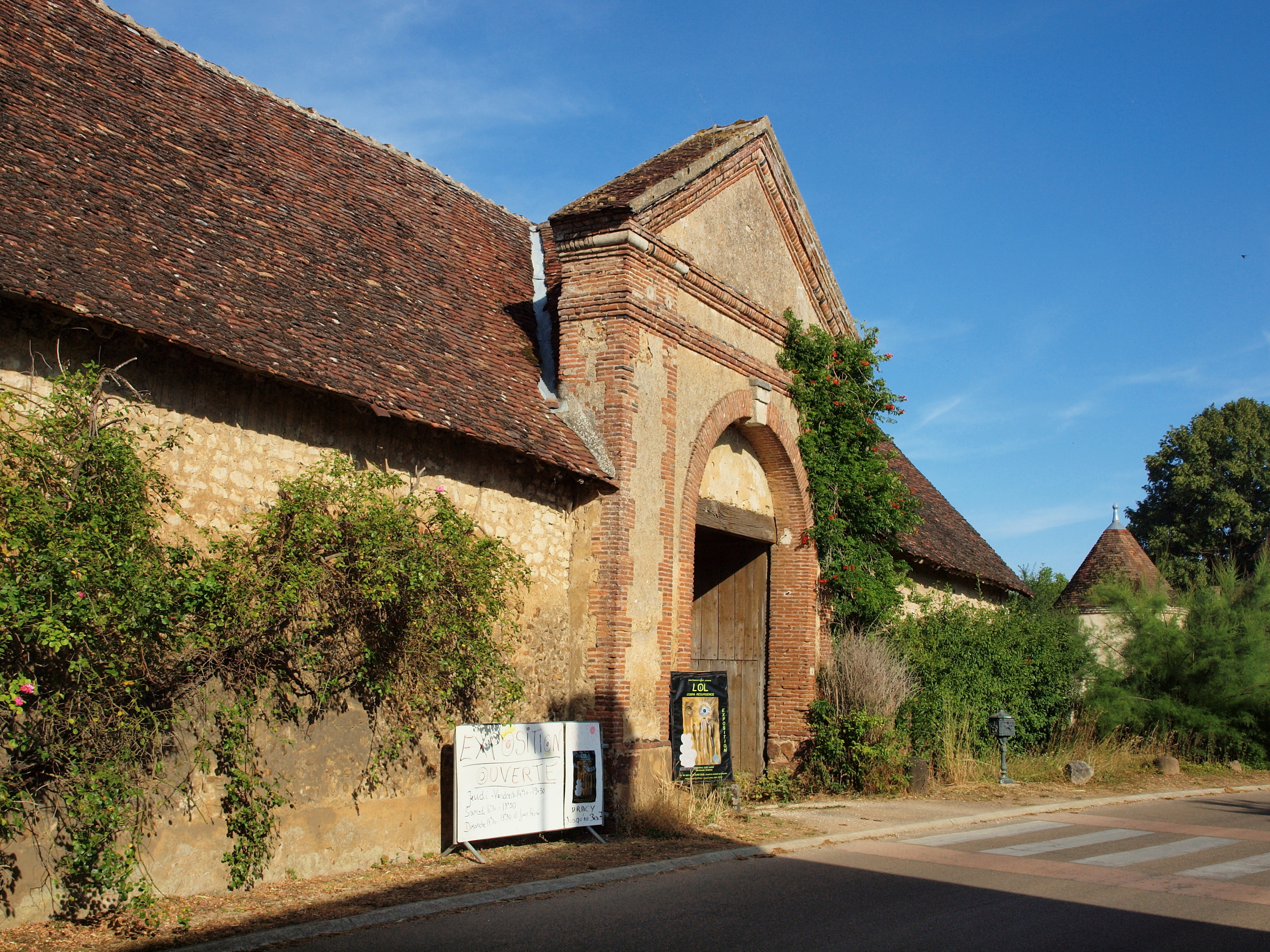
Portail de la ferme du château.
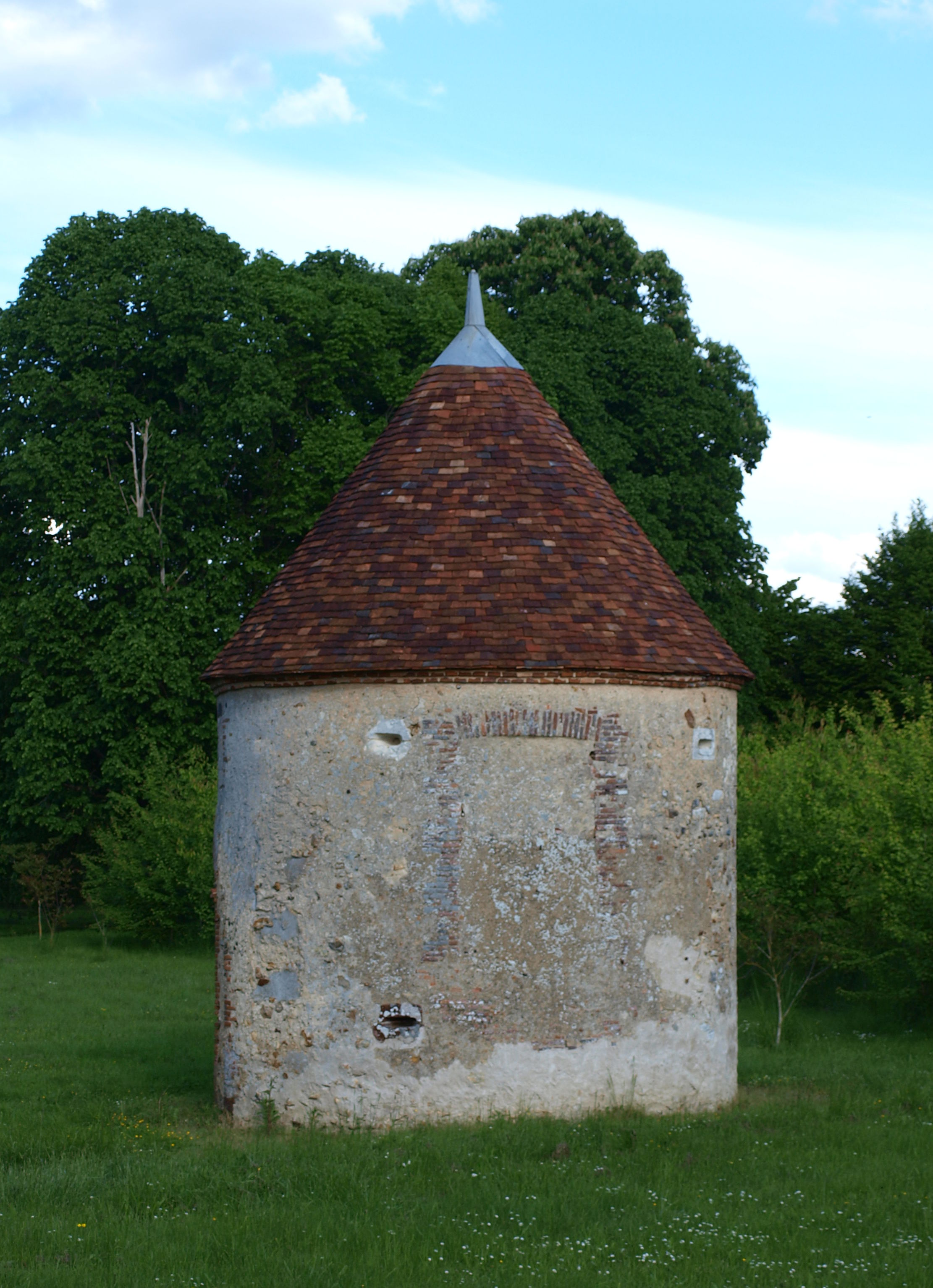
Pigeonnier du château.
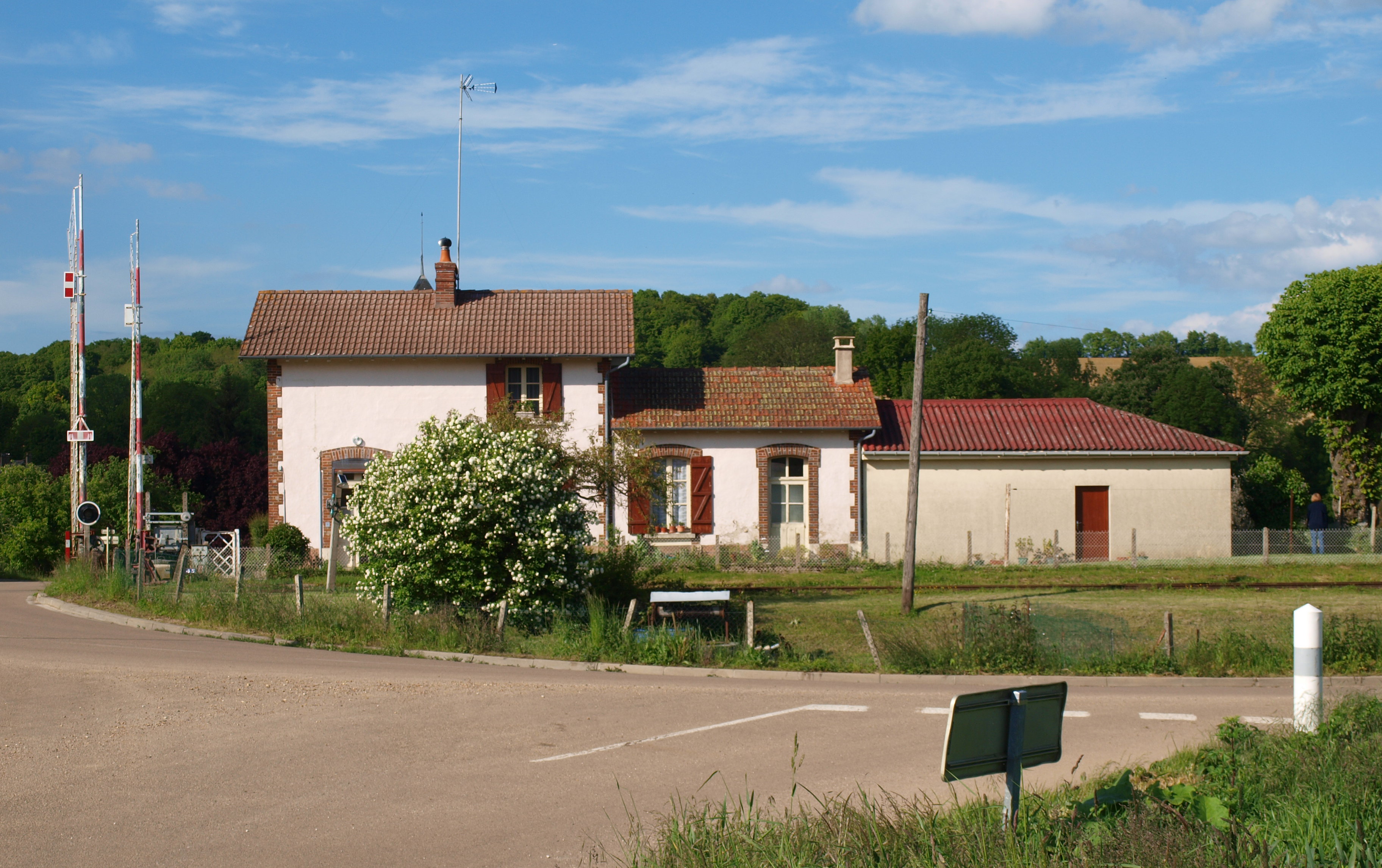
L'ancienne gare et le passage à niveau.
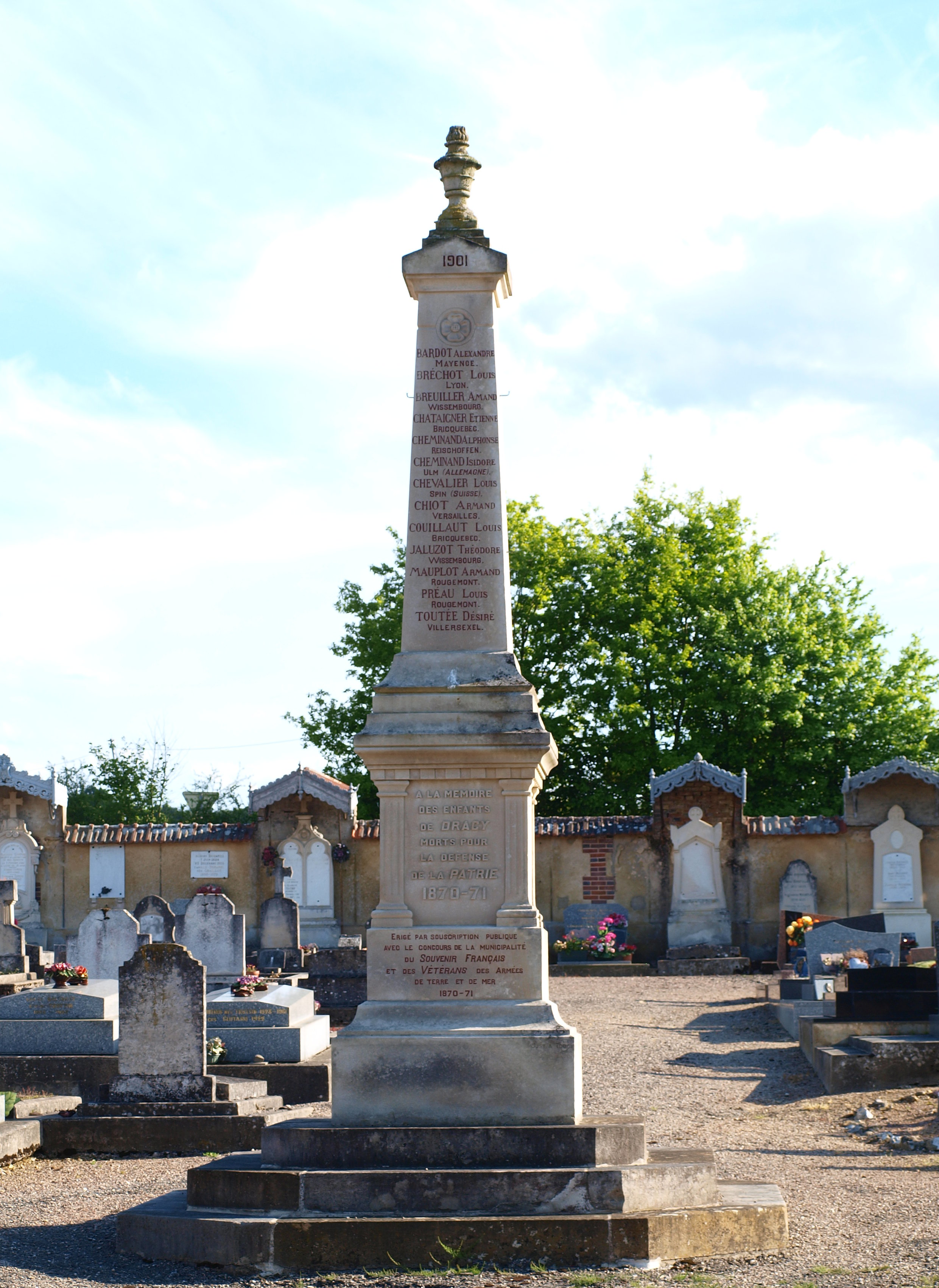
Monument aux morts de la Guerre franco-allemande de 1870
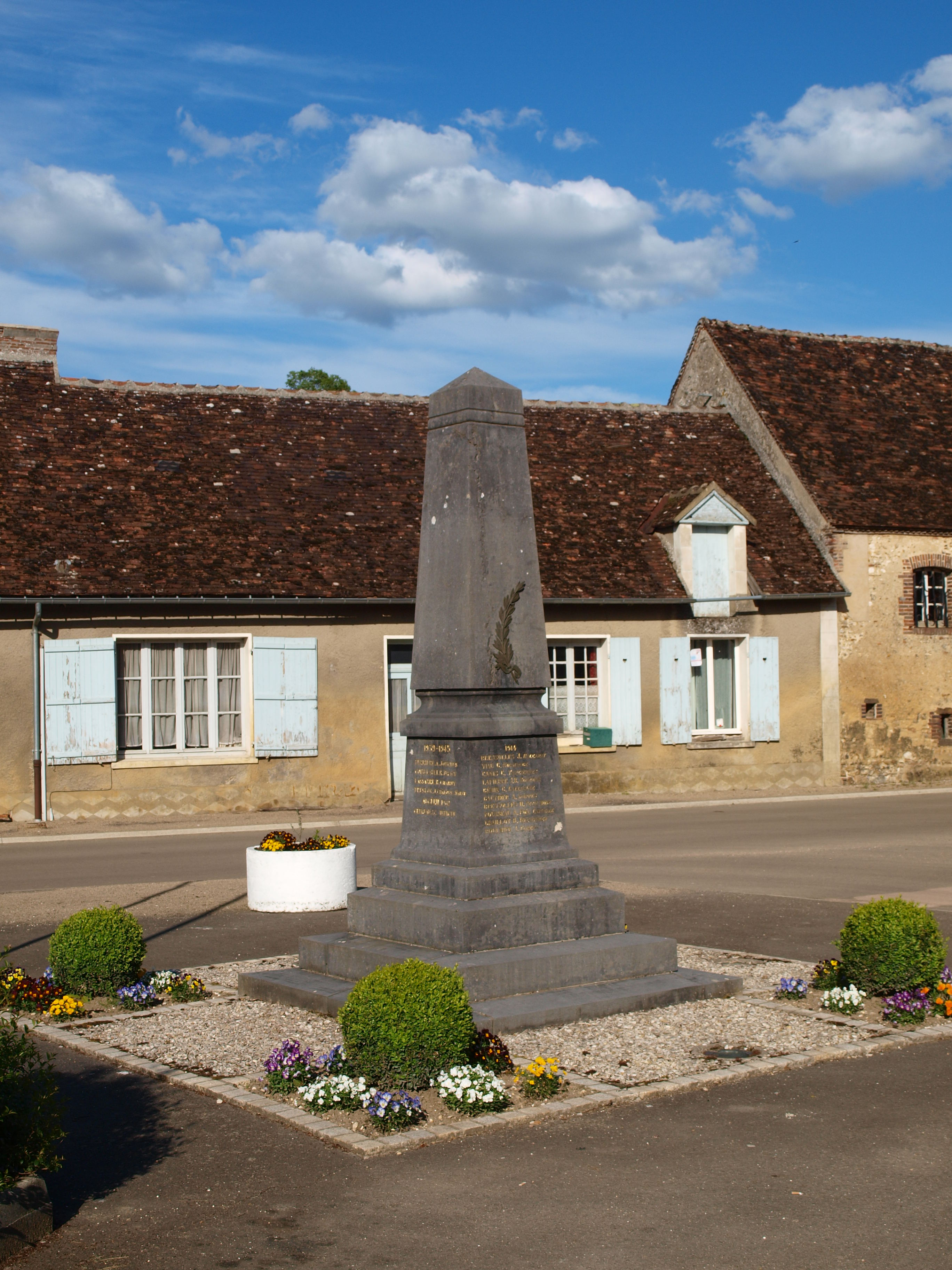
Monument aux morts des guerres 1914/1918 et 1939/1945

## Pour approfondir